# Noite das Facas Longas
A Noite das Facas Longas (em alemão Nacht der langen Messerⓘ) ou Noite dos Longos Punhais foi um expurgo que aconteceu na Alemanha Nazista na noite do dia 30 de junho para 1 de julho de 1934, quando a facção de Adolf Hitler do Partido Nazista realizou uma série de execuções políticas extrajudiciais. Os maiores alvos do expurgo foram membros da facção strasserista do partido, incluindo seu líder, Gregor Strasser. Entre as vítimas também estavam proeminentes conservadores antinazistas (como o ex-chanceler Kurt von Schleicher e Gustav Ritter von Kahr, que havia suprimido o Putsch da Cervejaria de Hitler em 1923). Muitos daqueles que foram mortos pertenciam às lideranças da Sturmabteilung (SA), uma das organizações paramilitares do partido chamada de "camisas-pardas".
Adolf Hitler revoltou-se contra o líder da SA, Ernst Röhm, pois temia a independência daquela facção (que já contava com três milhões de integrantes). Adicionalmente, Hitler estava desconfortável com o apoio declarado de Röhm à ideia de uma "segunda revolução" para redistribuir a riqueza na sociedade alemã. Hitler também queria conciliar líderes da Reichswehr (o exército oficial alemão), cuja cúpula temia e desprezava a SA por causa da ambição particular de Röhm de absorver o Reichswehr entre seus comandados. Sob diversos aspectos os interesses de Röhm chocavam-se com os da Reichswehr, cujos oficiais — em especial o marechal Paul von Hindenburg, presidente da nação na época — demonizavam a figura de Röhm, a quem acusavam de ser homossexual e viciado que tinha aspirações de derrubar o regime nazista, instigando uma revolta no povo alemão para forçar a queda de Adolf Hitler. Com isso, Hitler, então chanceler da Alemanha nomeado por Hindenburg, decidiu não entrar em choque com o poder político dos militares e, ao invés disso, executou um expurgo contra as autoridades máximas da SA, assim como todos seus inimigos políticos.
Ao menos 85 pessoas morreram durante o evento e milhares de opositores políticos foram presos. A maioria das mortes foi causada pela Schutzstaffel (SS), um grupo de elite especial, e pela Gestapo (Geheime Staatspolizei), a polícia secreta. Com o expurgo, foi consolidado o apoio do exército alemão a Hitler. O expurgo reforçou e consolidou o apoio do Reichswehr a Hitler, além de também ter fornecido uma base jurídica para o nazismo, visto que os tribunais alemães rapidamente deixaram de lado séculos de proibições de execuções extrajudiciais para demonstrar lealdade ao regime. A Noite das Facas Longas foi um divisor de águas no governo alemão e estabeleceu Hitler como "o juiz supremo do povo alemão", como ele mesmo disse em seu discurso no Reichstag, em 13 de julho de 1934.[carece de fontes?]
Antes do seu acontecimento, o evento foi classificado com o codinome "colibri" (Kolibri), escolhido aleatoriamente, que se tornou palavra-chave para iniciar a operação. A frase "Noite das Facas Longas" origina-se de um verso de uma canção da SA que tem como tema principal a execução destes massacres. Devido ao peso da expressão, a Alemanha refere-se a este assunto com o nome de "Röhm-Putsch", nome empregado pela propaganda nazista na época.

## Hitler e aSturmabteilung

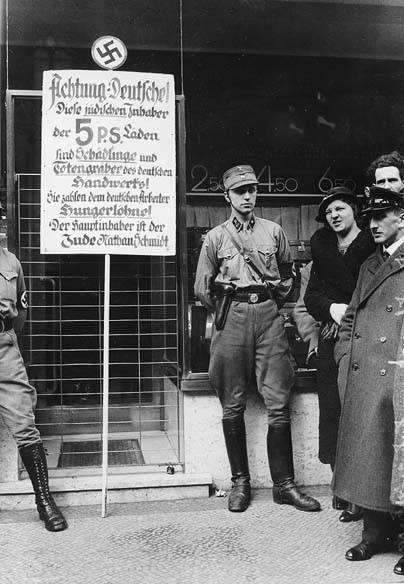
Boicote às lojas dos judeus em 1 de abril de 1933.

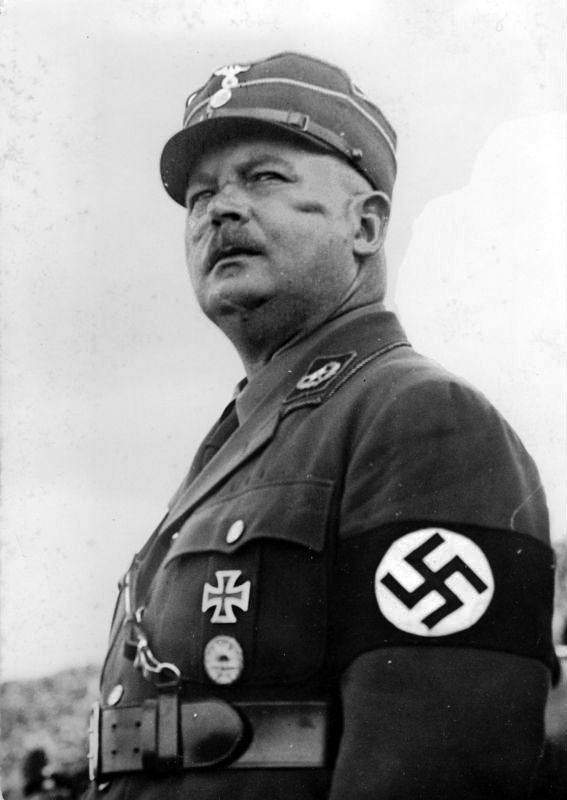
Ernst Röhm.

O presidente Paul von Hindenburg nomeou Hitler chanceler no dia 30 de janeiro de 1933. Ao longo dos meses seguintes, durante o chamado Gleichschaltung, Hitler eliminou todos os partidos rivais na Alemanha, até o país tornar-se, no verão de 1933, um estado unipartidário, sob sua direção e controle. Mas mesmo com a consolidação de seu poder político, Hitler não tinha poder absoluto. Como chanceler, ele não podia comandar o exército, que permanecia sob a liderança formal de Hindenburg, um veterano altamente respeitado mas que ao longo dos anos tornava-se cada vez mais frágil e demente. Enquanto muitos líderes políticos estavam impressionados com o poder de liderança de Hitler e suas promessas, como o retorno da conscrição e uma política externa mais agressiva, o exército continuava independente e orientado a não se reunir ao regime nazista.[carece de fontes?]
A Sturmabteilung (SA) era uma organização paramilitar nazista que permaneceu autônoma dentro do próprio partido. Desenvolveu-se a partir dos Freikorps, um movimento criado após a Primeira Guerra Mundial, organização nacionalista que era composta por alemães desfavorecidos financeiramente, desiludidos e irritados com o governo de seu país, pois acreditavam que este havia traído e humilhado a Alemanha para assinar o Tratado de Versalhes. Os Freikorps conseguiram estabilizar-se na nova República de Weimar. Ernst Röhm era seu comandante principal e foi-lhe dado o apelido "Rei da Máquina de Guerra da Baviera". Mais tarde, Röhm tornou-se líder da Bavarian Freikorps. Durante a década de 1920, a SA funcionava como milícia de Hitler, e era usada para intimidar adversários políticos, especialmente os sociais-democratas e os comunistas. Também conhecida como "camisas-pardas", a SA ganhou destaque por suas violentas batalhas de rua contra os comunistas. O violento confronto entre estes dois grupos, contribuiu para desestabilização da Alemanha no período entreguerras na República de Weimar. Em junho de 1932, o número de batalhas nas ruas já tinha chegado a quatrocentos, resultando em 82 mortos. Estes confrontos foram essenciais para a subida de Hitler ao poder, pois este prometia acabar totalmente com a violência urbana.
Mesmo a nomeação de Hitler como chanceler, seguido da supressão de todos os partidos políticos, exceto o dos nazistas, não tinha acabado com a violência da SA. Os camisas pardas percorriam as ruas alemãs para torturar bêbados que andavam sozinhos à noite. Denúncias de abuso de poder eram comuns até o verão de 1933. Estes comportamentos perturbaram a classe média da Alemanha e elementos conservadores do exército.[carece de fontes?]
Abismado com estes comportamentos, o passo seguinte de Hitler seria atacar a Sturmabteilung. No dia 6 de julho de 1933, em uma reunião de políticos nazistas, Hitler discursou e falou que no momento que o NSDAP tivesse seus objetivos alcançados, a sua maior preocupação era consolidar-se no poder.
O discurso de Hitler era uma direta referência à queda da SA, que para ele era o último objetivo que faltava para sua consolidação. Entretanto, esta não era uma missão fácil, pois a organização era constituída, em sua maioria, por adeptos do nazismo. A SA teve seu momento de crescimento durante a Grande Depressão, quando o povo alemão perdeu a confiança nas tradicionais instituições; enquanto o nazismo não era totalmente aceito pela classe trabalhadora, ela cumpria todos seus deveres e focava seus atos sempre nesta classe. Os líderes da SA acreditavam que a promessa socialista do regime nazista poderia quebrar totalmente o patrimônio dos aristocratas da época, sendo favorável aos trabalhadores.

## Conflito entre o exército e a SA
Ninguém na SA falava mais sobre "a continuação da revolução alemã", como Röhm. Como um dos primeiros membros do Partido Nazi, ele tinha participado do Putsch da Cervejaria, uma tentativa de Hitler de subir ao poder em 1923. Como veterano da Primeira Guerra Mundial, Röhm tinha avisado que iria matar doze homens em retaliação a cada soldado morto da SA. Röhm via a violência como uma maneira de subir ao poder. Não contente somente com a liderança da SA, ele fazia lóbi para que Hitler o apontasse como ministro da Defesa, posição ocupada pelo General Werner von Blomberg.
O exército alemão desprezava os adeptos da SA, e isso fez muitos integrantes da tropa de assalto sentirem que o exército não estava totalmente comprometido com a causa nacional-socialista. Líderes da SA denunciaram o exército e diziam que "Alguns destes oficiais do exército são suínos. A maioria dos oficiais são velhos e têm que ser substituídos por jovens. Estamos esperando a morte do Hindenburg, e nós da SA iremos contra o exército." 
Apesar da grande hostilidade entre o exército e a Sturmabteilung, Blomberg e os demais militares viam a SA como fonte de futuros soldados do exército. Röhm, entretanto, queria eliminar os velhos soldados de então e dar à SA o poder de ser o novo exército alemão. Limitado o exército, pelo Tratado de Versalhes, a ter o máximo de cem mil soldados, as tropas da SA passavam os três milhões em 1934. Em janeiro de 1934, Röhm deu a Blomberg um memorando pedindo que a SA se tornasse a nova força nacional e se fundisse com o Reichswehr. Em resposta, Hitler encontrou com Blomberg e a liderança da SA e da SS no dia 28 de fevereiro de 1934. Sobre pressão de Hitler, Röhm relutantemente assinou um acordo reconhecendo a supremacia do Reichswehr sobre a SA. Hitler anunciou para todos que a SA seria apenas uma auxiliar no trabalho do Reichswehr. Após Hitler se retirar, Röhm declarou que não iria seguir as ordens do "ridículo" — uma humilhante referência a Hitler.

## Pressão contra a SA

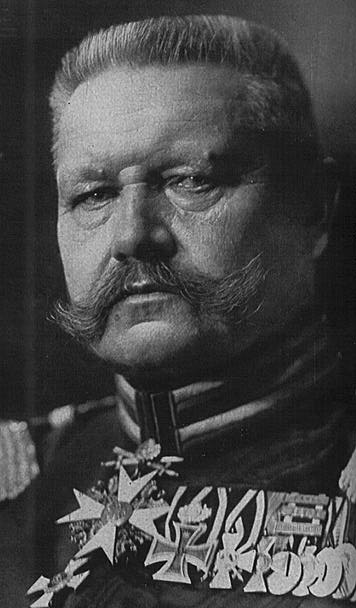
Hindenburg ameaçou colocar a Alemanha sob lei marcial caso Röhm não fosse retirado do poder da SA.

Röhm tinha o sonho de tornar suas tropas de assalto o novo embrião do exército alemão. Na primavera de 1934, essa visão era completamente inversa à ideia de Hitler, que era de consolidar e expandir o Reichswehr, unindo-o ao governo nazista. Como resultado disso, criou-se um conflito interno no Partido e, após várias reuniões, o premiê da Prússia, Hermann Göring, o ministro da Propaganda, Joseph Goebbels, o chefe da SS, Heinrich Himmler, e o deputado Rudolf Hess, todos da cúpula do partido, organizaram-se contra Röhm.[carece de fontes?]
Entre os líderes do Partido Nazista, todos sabiam que Röhm era a única pessoa que não era mais leal a Adolf Hitler, e o seu desprezo ao partido irritava Hitler e Hess. A violência que a SA pregava na Prússia preocupava muito Göring, presidente da Prússia. Em uma tentativa de isolar os poderes de Röhm, em 20 de abril de 1934 ele transferiu o controle político da Prússia para Himmler: Göring acreditava que Himmler não suportaria o controle da SA e poderia vir a tentar expulsar Röhm do partido. Himmler invejava o poder da SA e criou um grupo especial de guarda-costas de Hitler, a Schutzstaffel (SS). Com a criação da SS, Hitler via que já era tempo de acabar com a SA e tirar Röhm do poder.[carece de fontes?]
Membros conservadores no exército e na indústria, além de políticos ligados a Hitler, faziam pressão para reduzir a influência que Röhm tinha no país. Enquanto a homossexualidade incomodava parcialmente os conservadores, estes estavam mais preocupados com suas ambições políticas. Em 17 de junho de 1934, o vice-chanceler Franz von Papen, aliado de Hindenburg, num discurso em uma universidade, avisou sobre o possível início de uma "segunda revolução" liderada pela SA. No mesmo discurso, criticou o nazismo e as políticas de Hitler. Então, von Papen, um católico e aristocrata que rompeu todas suas ligações com o exército e a indústria, ameaçou pedir demissão se Hitler não agisse.
Após um breve encontro com Hitler, Hindenburg ameaçou colocar o país em lei marcial se Röhm continuasse no controle da SA. Esta atitude poderia fazer com que o nazismo perdesse forças e deixou Hitler preocupado. Sob pressão, Hitler pensou em fazer um expurgo, onde eliminaria seus inimigos e líderes da SA.
Em preparação para este expurgo, Himmler e o deputado Reinhard Heydrich, chefe de segurança da SS, criaram um dossiê sugerindo que Röhm tinha recebido doze milhões de marcos alemães da França para depor Hitler do poder. Os líderes da SS rapidamente criaram os documentos falsificados e no dia 24 de junho tinham finalizado o projeto da missão com o nome de "Röhm-Putsch". Enquanto não era posta em prática, a missão foi chamada de "Operação Colibri". Em 26 de junho, Göring e Himmler fizeram a lista de todas as pessoas que poderiam ameaçar Hitler e o NSDAP, para matar no dia da operação. Em 27 de junho, Hitler criou um grupo especial e planejou detalhadamente tudo o que iria acontecer. A exigência principal do chanceler era que a operação fosse discreta e  realizada em uma única noite. Após o planejamento, Hitler pôs todas suas tropas em alerta. Ele mostrou total confiança em seu plano e participou de um casamento no dia 28 de junho. Após o casamento, ele ordenou ao assistente pessoal de Röhm para reunir toda a tropa da SA e encontrar-se com ele na noite de 30 de junho.

## Expurgo

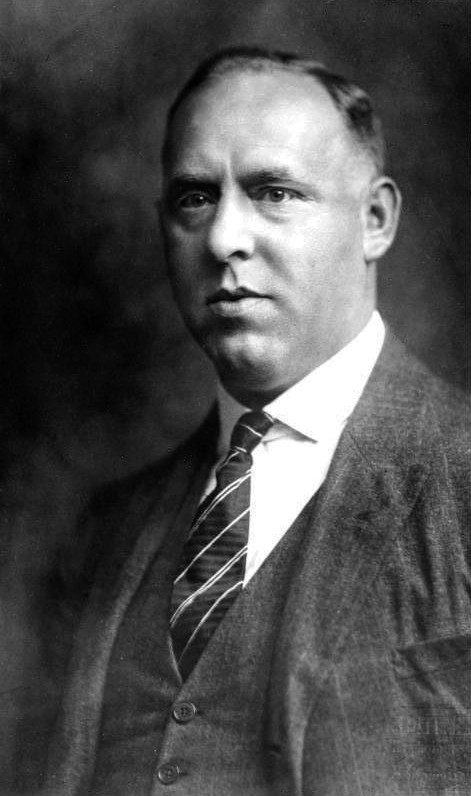
Gregor Strasser, membro e vice-líder do partido Nazista, uma das vitimas da Noite das Facas Longas por sua rivalidade contra Hitler.

Na manhã de 30 de junho de 1934, Hitler e suas tropas voaram para Munique. Do aeroporto, eles foram para o Ministério do Interior da Baviera, onde se reuniram com dirigentes da SA, que tinham organizado uma briga de rua na noite anterior. Enfurecido, Hitler retirou as medalhas e a parte de cima do uniforme de Obergruppenführer  de um chefe da polícia de Munique, por desobedecer suas ordens de manter a cidade em ordem. Hitler, acompanhado de seus seguidores, de uma grande tropa da SS e da polícia comum, foi para um hotel em Bad Wiessee, onde estava marcado o encontro entre Röhm e seus comandados.
No início da noite, à testa de uma longa fileira de carros, Hitler seguiu então para Bad Wiessee. "De rebenque na mão", segundo o seu motorista Erich Kempka, Hitler "penetrou no quarto de Röhm, seguido de dois agentes da polícia criminal armados, de revólveres engatilhados. Aí bradou: 'Röhm, você está preso!' Ainda tonto de sono, Röhm ergueu a cabeça do travesseiro. 'Heil mein Führer', balbuciou. 'Você está preso!', gritou Hitler novamente. Aí deu meia-volta e saiu do quarto." A cena se repetiu com todos os chefes da SA — apenas um, o silesiano Edmund Heines, foi encontrado na cama com um jovem, também a serviço da SA. Heines opôs certa resistência, mas teve o mesmo fim. Goebbels, ministro da Propaganda, justificava o expurgo como repressão das atitudes não aceitas pelo regime nazista.
A SS ainda prendeu um comboio de líderes da SA que chegavam ao hotel para a reunião com Röhm. O Gruppenführer berlinense Karl Ernst estava em Bremen, onde se preparava para sua viagem de núpcias. Quando embarcava no navio, foi detido, e, crendo que se tratava de uma das brincadeiras de despedida de solteiro, deixou-se levar. Foi conduzido até Berlim. Sorria ao exibir seus braços algemados e fez brincadeiras com o grupo das tropas SS que o aguardava no aeroporto. Saiu do avião direto para uma viatura policial, que lá estava à sua espera. Os jornais já continham entre suas notícias a morte do Gruppenführer. Mas Ernst, continuando a crer tratar-se de uma brincadeira, foi encostado no muro de Lichterfeld e fuzilado. Recusando-se a acreditar no que passava, balbuciou ainda um "Heil, Hitler!".[carece de fontes?]
O fato de Röhm nunca ter tentado iniciar uma revolução contra Hitler não o poupou de ser denunciado. Chegando aos quartéis de Munique, Hitler fez um discurso para a população. Consumido de ódio, ele denunciou Röhm como "o pior traidor da história da humanidade" e disse ainda que "figuras desobedientes, sem disciplina e doentes" seriam mortas. A plateia, que continha membros da SA que escaparam da prisão, aprovou o discurso. No retorno a Berlim, Goebbels telefonou para Göring usando o codinome "Colibri", sinal para colocar a Gestapo nas ruas e executar os inimigos do governo.

### Perseguição contra velhos inimigos

Franz von Papen, vice-chanceler alemão, foi preso após discursar contra os nazistas.

O evento não se limitou ao expurgo da SA somente. Hitler aproveitou a ocasião e perseguiu sociais-democratas e comunistas. Entre os perseguidos, estava o vice-chanceler Papen, que tinha discursado contra o nazismo e todos seus aliados. Em Berlim, Göring fez com que a SS invadisse a Vice-Chancelaria. Oficiais da Gestapo também foram em busca do secretário de Papen, Herbert von Bose. A Gestapo achou-o e executou-o. Mais tarde, foram ao sócio de Papen, Edgar Jung, autor do discurso de Papen contra o regime nazista, e mataram-no. A Gestapo também matou Erich Klausener, líder da Ação Católica da Alemanha. O vice-chanceler foi preso, apesar dos seus protestos afirmando que sua prisão era ilegal e contra a constituição. Entretanto, Hitler ordenou sua liberação dias depois e proibiu Papen de fazer qualquer referência contra o nazismo.
Hitler, Göring e Himmler também ordenaram a Gestapo a agir contra velhos inimigos. Kurt von Schleicher, ex-chanceler, e sua esposa, foram assassinados em suas casas. Outros mortos foram Gregor Strasser, ex-nazista que se desfiliara do partido em 1932, e Gustav Ritter von Kahr, ex-comissionário que participara do Putsch em 1923. O corpo de Kahr foi encontrado na floresta de Munique e tinha sido cortado por golpes de picareta. A série de assassinatos teve um inocente, Willi Schmid, crítico musical do Münchner Neuste Nachrichten, jornal de Munique, confundido pela Gestapo com um adversário antigo de Hitler.

### Destino de Röhm
Röhm ficou pouco tempo na prisão de Stadelheim, em Munique, enquanto Hitler decidia seu destino. Todos concordavam, que o trabalho de Röhm para o Partido Nazi tinha chegado ao fim. Mas, devido às leis da época, ele não poderia permanecer na prisão ou ser exilado. Então Hitler decidiu que Röhm deveria ser sentenciado com a pena de morte. Em 2 de julho, a mando de Hitler, Theodor Eicke, que mais tarde se tornaria chefe do campo de concentração de Dachau, e um oficial da SS visitaram Röhm. Uma vez dentro da cela, eles lhe deram uma pistola e dez minutos para ele se matar ou eles o obrigariam a isso à força. Röhm negou, dizendo a eles: "Se eu vou ser morto, deixe o senhor Hitler fazer isso." Após dez minutos, os membros da SS não escutaram mais nada na cela, e retornaram. Ao abrir a porta, Röhm estava de pé e nu. O oficial, desconfiado, deu-lhe um tiro à queima-roupa.

## Consequências

Hitler desfilando com a nova SA, agora liderada por Victor Lutze.

Após a realização do expurgo e da perda de várias vidas, dificilmente o evento poderia ser mantido em segredo, como desejado por Hitler. No primeiro momento, houve uma divisão dentro do Partido Nazista de como encarar a situação. Göring deu instruções à polícia para queimar "todos os documentos relacionados a eventos dos últimos dois dias". Entretanto, Goebbels tentou impedir que os jornais publicassem a lista de mortos, mas divulgou a notícia que Röhm e Schleicher tentaram derrubar o governo e tirar Hitler do poder. Em 13 de julho de 1934, Hitler justificou o expurgo em uma rádio nacional. Para ele, havia um grande movimento para acabar com o nazismo e controlar o exército, e ele tinha que impedir isto imediatamente, com o orgulho alemão.
Hitler autorizou a publicação de artigos nos jornais com a seguinte frase "Os acontecimentos ocorridos nos dias 30 de junho e 1 de julho e prisões efetuadas no dia 2 foram atos de autodefesa utilizados pelo estado." O Ministro da Justiça Franz Gürtner, demonstrou sua lealdade a Hitler, ao criar uma lei contra os envolvidos no expurgo. A lei assinada por Hitler e pelo ministro do Interior, Wilhelm Frick, era a "lei de autodefesa", que legalizava os assassinatos acontecidos.

### Reação
Com unanimidade, o exército aplaudiu a Noite das Facas Longas, despistando o fato de dois dos mortos serem os generais Kurt von Schleicher e Ferdinand von Bredow. O presidente Hindenburg, herói militar da Alemanha, mandou um telegrama a Hitler expressando seu "profundo sentimento de gratidão". O apoio do exército ao expurgo, entretanto, teria consequências de longo prazo para a instituição. A ameaça da SA de tirar o exército do poder finalmente tinha chegado ao fim, mas Hitler queria vê-la aproximada do regime nazista.
Sem um relatório independente da imprensa sobre o acontecimento, rumores sobre a Noite das Facas Longas rapidamente tomaram conta da Alemanha. Muitos alemães não acreditavam nas notas postas nos jornais por Joseph Goebbels. Ao mesmo tempo, outros acreditavam que Hitler tinha salvado a Alemanha de entrar em estado de caos. Uma professora de Hamburgo disse em seu diário que muitos alemães admiravam a coragem de Hitler. Ela comparou Hitler a Frederico, o grande, lendário rei da Prússia. Outros estavam horrorizados com o número de execuções, principalmente por serem alemães.
Hitler chamou Victor Lutze para assumir o lugar de Röhm na SA, dando-lhe ordens para acabar com a "homossexualidade, deboche, embriaguez e estilo de vida elevado" na SA. Hitler disse a Lutze que fizesse com que a SA parasse de gastar dinheiro em limusines e banquetes, atitudes consideradas extravagantes. Lutze, conhecido por ser um homem de pouco poder e fraco, fez com que a SA perdesse gradualmente seu poder na Alemanha Nazista. Com ele, a organização paramilitar passou de três milhões de membros em agosto de 1934 para 1,2 milhão em abril de 1938. Todas as referências ao nome de Röhm foram extintas nos uniformes e documentos, sendo substituídas pelas palavras "Blut und Ehre" ("sangue e honra").[carece de fontes?]
A Noite das Facas Longas mostrou um triunfo de Adolf Hitler e foi sua consolidação no governo, estabilizando-o como "juiz supremo do povo alemão". Mais tarde, em abril de 1942, ele se colocaria como "poder acima da lei na Alemanha". Este acontecimento também seria exemplo para a pequena resistência contra o regime nazista da época, visto que qualquer pessoa que fosse contra o governo seria severamente punida.[carece de fontes?]